# Jimmy Vesey
James Michael Vesey, född 26 maj 1993, är en amerikansk professionell ishockeyforward som spelar för Genève-Servette HC i National League (NL). Han har tidigare spelat för New York Rangers, Buffalo Sabres, Toronto Maple Leafs, Vancouver Canucks, New Jersey Devils och Colorado Avalanche.

## Spelarkarriär

### NCAA
Jimmy Vesey spelade för Harvard Crimson i NCAA och vann priset för ligans bästa spelare, Hobey Baker Award, för säsongen 2015–2016.

### NHL

#### Nashville Predators
Vesey draftades i tredje rundan i 2012 års draft av Nashville Predators som 66:e spelare totalt. Han skrev dock aldrig på något entry level-kontrakt med klubben och kunde därför själv välja klubb som free agent.

#### New York Rangers
19 augusti 2016 skrev han på ett tvåårigt entry-level kontrakt med New York Rangers.

#### Buffalo Sabres
Den 1 juli 2019 tradades han till Buffalo Sabres i utbyte mot ett val i tredje rundan i NHL-draften 2021.

## Privatliv
Jimmy Vesey är son till den före detta ishockeyspelaren Jim Vesey, som spelade för St. Louis Blues och Boston Bruins mellan 1988 och 1992.

## Statistik

### Klubbkarriär
| 2009–10    | Belmont Hill School | ISL        | 30  | 13  | 17 | 30  | —   | —  | — | — | — | —  |
| 2010–11    | Belmont Hill School | ISL        | 32  | 23  | 12 | 35  | 30  | —  | — | — | — | —  |
| 2011–12    | South Shore Kings   | EJHL       | 45  | 48  | 43 | 91  | 52  | 6  | 5 | 3 | 8 | 2  |
| 2012–13    | Harvard Crimson     | NCAA       | 27  | 11  | 7  | 18  | 25  | —  | — | — | — | —  |
| 2013–14    | Harvard Crimson     | NCAA       | 31  | 13  | 9  | 22  | 14  | —  | — | — | — | —  |
| 2014–15    | Harvard Crimson     | NCAA       | 37  | 32  | 26 | 58  | 21  | —  | — | — | — | —  |
| 2015–16    | Harvard Crimson     | NCAA       | 33  | 24  | 22 | 46  | 6   | —  | — | — | — | —  |
| 2016–17    | New York Rangers    | NHL        | 80  | 16  | 11 | 27  | 26  | 12 | 1 | 4 | 5 | 9  |
| 2017–18    | New York Rangers    | NHL        | 79  | 17  | 11 | 28  | 20  | —  | — | — | — | —  |
| 2018–19    | New York Rangers    | NHL        | 81  | 17  | 18 | 35  | 21  | —  | — | — | — | —  |
| 2019–20    | Buffalo Sabres      | NHL        | 64  | 9   | 11 | 20  | 15  | —  | — | — | — | —  |
| 2020–21    | Toronto Maple Leafs | NHL        | 30  | 5   | 2  | 7   | 4   | —  | — | — | — | —  |
| 2020–21    | Vancouver Canucks   | NHL        | 20  | 0   | 3  | 3   | 6   | —  | — | — | — | —  |
| 2021–22    | New Jersey Devils   | NHL        | 68  | 8   | 7  | 15  | 12  | —  | — | — | — | —  |
| 2022–23    | New York Rangers    | NHL        | 81  | 11  | 14 | 25  | 20  | 7  | 0 | 1 | 1 | 10 |
| 2023–24    | New York Rangers    | NHL        | 80  | 13  | 13 | 26  | 20  | 12 | 1 | 2 | 3 | 2  |
| 2024–25    | New York Rangers    | NHL        | 33  | 4   | 2  | 6   | 0   | —  | — | — | — | —  |
| 2024–25    | Colorado Avalanche  | NHL        | 10  | 1   | 1  | 2   | 0   | —  | — | — | — | —  |
| NHL totalt | NHL totalt          | NHL totalt | 626 | 101 | 93 | 194 | 144 | 31 | 2 | 7 | 9 | 21 |

### Internationellt
| År            | Lag           | Turnering     | Resultat      |   | Matcher | Mål | Assist | Poäng | Utv |
| ------------- | ------------- | ------------- | ------------- | - | ------- | --- | ------ | ----- | --- |
| 2013          | USA           | JVM           | 1             | 7 | 1       | 4   | 5      | 2     |     |
| 2015          | USA           | VM            | 3             | 9 | 0       | 3   | 3      | 0     |     |
| Junior totalt | Junior totalt | Junior totalt | Junior totalt | 7 | 1       | 4   | 5      | 2     |     |
| Senior totalt | Senior totalt | Senior totalt | Senior totalt | 9 | 0       | 3   | 3      | 0     |     |